# Associazione Calcio Siena 2000-2001
Questa voce raccoglie le informazioni riguardanti l'Associazione Calcio Siena nelle competizioni ufficiali della stagione 2000-2001.

## Stagione
Nella stagione 2000-2001 il neopromosso Siena disputa il nono campionato di Serie B della sua storia chiudendolo al tredicesimo posto con 47 punti. In agosto nella Coppa Italia Il Siena disputa il sesto girone del turno preliminare, che è stato vinto dal Venezia. La squadra bianconera affidata anche per questa stagione al tecnico che l'ha portata in Serie B Antonio Sala, raccoglie 26 punti nel girone di andata, assestandosi in una posizione tranquilla di classifica, e 21 punti messi insieme nel girone di ritorno, senza correre mai nessun vero rischio. Con 9 reti il miglior realizzatore senese di questa stagione è stato il romano Simone Tiribocchi, mentre sono 6 le reti realizzate da Marcello Campolonghi.

## Divise e sponsor
Nella stagione 2000-2001 le maglie home presentano le classiche strisce bianco-nere verticali. Lo Sponsor ufficiale è Romagest, mentre lo Sponsor tecnico è la Lotto.
| Manica sinistra · Manica sinistra · Maglietta · Maglietta · Manica destra · Manica destra · Pantaloncini · Calzettoni · Calzettoni |

## Rosa
| N. |                   | Ruolo | Calciatore           |
| -- | ----------------- | ----- | -------------------- |
| 1  | Italia (bandiera) | P     | Paolo Mancini        |
| 2  | Italia (bandiera) | D     | Martino Traversa     |
| 2  | Italia (bandiera) | D     | Vittorio Gargiulo    |
| 3  | Italia (bandiera) | D     | Ruggero Radice       |
| 4  | Italia (bandiera) | D     | Michele Mignani      |
| 5  | Italia (bandiera) | C     | Alessandro Colasante |
| 6  | Italia (bandiera) | D     | Gill Voria           |
| 7  | Italia (bandiera) | D     | Claudio Macchi       |
| 7  | Italia (bandiera) | A     | Marcello Campolonghi |
| 8  | Italia (bandiera) | D     | Stefano Argilli      |
| 9  | Italia (bandiera) | A     | Simone Tiribocchi    |
| 10 | Italia (bandiera) | C     | Paolo Sciaccaluga    |
| 11 | Italia (bandiera) | A     | Ciro Ginestra        |
| 13 | Italia (bandiera) | A     | Alessio Dionisi      |
| 13 | Italia (bandiera) | A     | Simone Marini        |
| 14 | Italia (bandiera) | C     | Luca Cavallo         |
| 15 | Italia (bandiera) | C     | Giuseppe Misso       |

| N. |                    | Ruolo | Calciatore          |
| -- | ------------------ | ----- | ------------------- |
| 16 | Italia (bandiera)  | P     | Matteo Gianello     |
| 17 | Italia (bandiera)  | A     | Alessandro Zoppi    |
| 18 | Italia (bandiera)  | C     | Gennaro Vitale      |
| 19 | Italia (bandiera)  | A     | Antonio Morello     |
| 20 | Italia (bandiera)  | C     | Alessandro Pagano   |
| 21 | Italia (bandiera)  | C     | Matteo Apolloni     |
| 22 | Italia (bandiera)  | D     | Gianpaolo Castorina |
| 23 | Grecia (bandiera)  | C     | Lampros Vaggelīs    |
| 24 | Italia (bandiera)  | C     | Aldo Preite         |
| 30 | Croazia (bandiera) | C     | Tonči Žilić         |
| 33 | Italia (bandiera)  | D     | Paolo Bravo         |
| 36 | Italia (bandiera)  | D     | Damiano Cesari      |
| 59 | Italia (bandiera)  | C     | Nicola Corrent      |
| 72 | Italia (bandiera)  | A     | Christian Scalzo    |
| 83 | Italia (bandiera)  | A     | Antonio Arcadio     |
| 84 | Camerun (bandiera) | A     | Jean Paul Kameni    |

## Risultati

### Campionato

#### Girone di andata
| Arbitro: | Castellani (Verona) |

|                                  |           |  |
| A. Pagano 42’ Arcadio 82’ (rig.) | Marcatori |  |

| Arbitro: | Racalbuto (Gallarate) |

|            |           |                   |
| Malagò 34’ | Marcatori | 33’ (aut.) Nicola |

| Arbitro: | Nucini (Bergamo) |

|                                             |           |            |
| Tiribocchi 2’, 6’, 90+5’ Arcadio 76’ (rig.) | Marcatori | 28’ Nocera |

| Arbitro: | Borriello (Mantova) |

|                         |           |                                              |
| Gautieri 34’ Caccia 67’ | Marcatori | 15’ Cesari 65’ Voria 83’ (aut.) A. Lucarelli |

| Siena 1º ottobre 2000 5ª giornata | Siena                    | 0 – 0 | Ternana | Stadio Artemio Franchi\| Arbitro: \| Morganti (Ascoli Piceno) \| |
| Arbitro:                          | Morganti (Ascoli Piceno) |       |         |                                                                  |

| Arbitro: | Pirrone (Messina) |

|                                        |           |  |
| Guidoni 33’ Vannucchi 63’ Moscardi 73’ | Marcatori |  |

| Siena 20 ottobre 2000 7ª giornata | Siena                       | 0 – 0 | Pescara | Stadio Artemio Franchi\| Arbitro: \| Serena (Bassano del Grappa) \| |
| Arbitro:                          | Serena (Bassano del Grappa) |       |         |                                                                     |

| Arbitro: | De Santis (Tivoli) |

|                                  |           |             |
| Pisano 3’ Pavone 34’ Savoldi 85’ | Marcatori | 51’ Arcadio |

| Arbitro: | Bertini (Arezzo) |

|                |           |                                       |
| A. Morello 24’ | Marcatori | 10’ Maniero 69’, 75’ (rig.) Di Napoli |

| Arbitro: | Morganti (Ascoli Piceno) |

|                     |           |               |
| Ferrante 49’ (rig.) | Marcatori | 36’ A. Pagano |

| Arbitro: | Preschern (Mestre) |

|                                                                        |           |               |
| A. Pagano 10’ Arcadio 12’ Cavallo 36’ Tiribocchi 82’ Campolonghi 90+2’ | Marcatori | 48’ Vecchiola |

| Arbitro: | Pirrone (Messina) |

|                            |           |  |
| Maccarone 6’ Di Natale 89’ | Marcatori |  |

| Arbitro: | Palmieri (Cosenza) |

|                                               |           |           |
| A. Pagano 16’ A. Morello 76’ Tiribocchi 90+2’ | Marcatori | 84’ Ganci |

| Arbitro: | Pirrone (Messina) |

|                 |           |           |
| C. Esposito 67’ | Marcatori | 89’ Voria |

| Arbitro: | Fausti (Milano) |

|                            |           |                                  |
| Superbi 1’ Florijancic 75’ | Marcatori | 25’ Campolonghi 90+3’ Tiribocchi |

| Arbitro: | Bonfrisco (Monza) |

|                 |           |  |
| Campolonghi 20’ | Marcatori |  |

| Cagliari 23 dicembre 2000 17ª giornata | Cagliari            | 0 – 0 | Siena | Stadio Sant'Elia\| Arbitro: \| Soffritti (Ferrara) \| |
| Arbitro:                               | Soffritti (Ferrara) |       |       |                                                       |

| Arbitro: | Morganti (Ascoli Piceno) |

|                 |           |            |
| Campolonghi 20’ | Marcatori | 51’ Sturba |

| Arbitro: | Cesari (Genova) |

|                         |           |             |
| De Cesare 39’ Lanna 88’ | Marcatori | 87’ Cavallo |

#### Girone di ritorno
| Arbitro: | Fausti (Milano) |

|            |           |  |
| Bianco 53’ | Marcatori |  |

| Arbitro: | Rodomonti (Teramo) |

|                 |           |  |
| Campolonghi 12’ | Marcatori |  |

| Arbitro: | Zaltron (Bassano del Grappa) |

|                          |           |                |
| M. Vieri 49’ Parente 58’ | Marcatori | 89’ Tiribocchi |

| Siena 18 febbraio 2001 23ª giornata | Siena              | 0 – 0 | Piacenza | Stadio Artemio Franchi\| Arbitro: \| Tombolini (Ancona) \| |
| Arbitro:                            | Tombolini (Ancona) |       |          |                                                            |

| Arbitro: | Cassarà (Palermo) |

|                                         |           |  |
| Mero 19’, 82’ Grabbi 58’ Borgobello 85’ | Marcatori |  |

| Siena 4 marzo 2001 25ª giornata | Siena             | 0 – 0 | Salernitana | Stadio Artemio Franchi\| Arbitro: \| Pirrone (Messina) \| |
| Arbitro:                        | Pirrone (Messina) |       |             |                                                           |

| Pescara 11 marzo 2001 26ª giornata | Pescara                     | 0 – 0 | Siena | Stadio Adriatico\| Arbitro: \| Serena (Bassano del Grappa) \| |
| Arbitro:                           | Serena (Bassano del Grappa) |       |       |                                                               |

| Arbitro: | Morganti (Ascoli Piceno) |

|                 |           |  |
| Sciaccaluga 73’ | Marcatori |  |

| Arbitro: | Serena (Bassano del Grappa) |

|                              |           |  |
| Maini 17’, 56’ Bettarini 81’ | Marcatori |  |

| Arbitro: | Cassarà (Palermo) |

|  |           |                          |
|  | Marcatori | 35’ Asta 45+2’ Artistico |

| Arbitro: | Ayroldi (Molfetta) |

|                 |           |             |
| Rigoni 60’, 79’ | Marcatori | 17’ Arcadio |

| Arbitro: | Nucini (Bergamo) |

|                |           |                |
| Sciaccaluga 7’ | Marcatori | 36’ Marchionni |

| Arbitro: | Serena (Bassano del Grappa) |

|           |           |                                |
| Aliyu 32’ | Marcatori | 27’ Sciaccaluga 54’ Tiribocchi |

| Siena 30 aprile 2001 33ª giornata | Siena              | 0 – 0 | Sampdoria | Stadio Artemio Franchi\| Arbitro: \| Bolognino (Milano) \| |
| Arbitro:                          | Bolognino (Milano) |       |           |                                                            |

| Arbitro: | Zaltron (Bassano del Grappa) |

|             |           |           |
| Voria 90+2’ | Marcatori | 88’ Sarli |

| Arbitro: | Dondarini (Finale Emilia) |

|  |           |                 |
|  | Marcatori | 71’ Campolonghi |

| Arbitro: | Paparesta (Bari) |

|               |           |                  |
| A. Pagano 40’ | Marcatori | 73’ (rig.) Conti |

| Padova 6 giugno 2001 37ª giornata | Cittadella                | 0 – 0 | Siena | Stadio Euganeo\| Arbitro: \| Dondarini (Finale Emilia) \| |
| Arbitro:                          | Dondarini (Finale Emilia) |       |       |                                                           |

| Arbitro: | Farina (Novi Ligure) |

|            |           |             |
| Scalzo 73’ | Marcatori | 58’ Corradi |

### Coppa Italia
| Arbitro: | Palmieri (Cosenza) |

|            |           |  |
| Fresta 16’ | Marcatori |  |

| Arbitro: | Pieri (Genova) |

|                            |           |                            |
| Tiribocchi 41’ Arcadio 45’ | Marcatori | 47’ F. Giampaolo 70’ Tisci |

| Arbitro: | Saccani (Mantova) |

|             |           |  |
| Bazzani 30’ | Marcatori |  |

## Statistiche

### Statistiche di squadra
Aggiornato al 10 giugno 2001

| Competizione | Punti | Totale | Totale | Totale | Totale | Totale | Totale |
| Competizione | Punti | G      | V      | N      | P      | Gf     | Gs     |
| ------------ | ----- | ------ | ------ | ------ | ------ | ------ | ------ |
| Serie B      | 47    | 38     | 10     | 17     | 11     | 38     | 43     |
| Coppa Italia | 1     | 3      | 0      | 1      | 2      | 2      | 4      |
| Totale       | 48    | 41     | 10     | 18     | 13     | 40     | 47     |